# Kuźnica Drawska
Kuźnica Drawska (niem. Hammer) – wieś w Polsce położona w województwie zachodniopomorskim, w powiecie drawskim, w gminie Czaplinek. 
Istniała tu kuźnica królewska Ruda, należąca do starostwa drahimskiego, pod koniec XVI wieku leżała w powiecie wałeckim województwa poznańskiego. W latach 1975–1998 miejscowość administracyjnie należała do województwa koszalińskiego. W roku 2007 wieś liczyła 28 mieszkańców. Miejscowość wchodzi w skład sołectwa Prosinko.

## Geografia
Wieś leży ok. 1,5 km na południe od Prosinka.